# Кожак (коммуна)
Кожа́к (фр. и окс. Caujac) — коммуна во Франции, находится в регионе Юг — Пиренеи. Департамент — Верхняя Гаронна. Входит в состав кантона Сентгабель. Округ коммуны — Мюре.
Код INSEE коммуны — 31128.

## География
Коммуна расположена приблизительно в 630 км к югу от Парижа, в 34 км к югу от Тулузы.

## Климат
Климат умеренно-океанический. Зима мягкая и снежная, весна характеризуется сильными дождями и грозами, лето сухое и жаркое, осень солнечная. Преобладают сильные юго-восточные и северо-западные ветра.

## Население
Население коммуны на 2010 год составляло 777 человек.
| 1962 | 1968 | 1975 | 1982 | 1990 | 1999 | 2010 |
| ---- | ---- | ---- | ---- | ---- | ---- | ---- |
| 335  | 343  | 315  | 324  | 373  | 439  | 777  |

## Администрация
| Период | Период | Фамилия   | Партия | Примечания |
| ------ | ------ | --------- | ------ | ---------- |
| 2001   | 2008   | Морис Фуэ |        |            |
| 2008   | 2020   | Жан Шенен |        |            |

## Экономика
В 2010 году среди 487 человек трудоспособного возраста (15—64 лет) 389 были экономически активными, 98 — неактивными (показатель активности — 79,9 %, в 1999 году было 73,2 %). Из 389 активных жителей работали 350 человек (185 мужчин и 165 женщин), безработных было 39 (17 мужчин и 22 женщины). Среди 98 неактивных 33 человека были учениками или студентами, 34 — пенсионерами, 31 были неактивными по другим причинам.

## Достопримечательности
- Церковь Нотр-Дам
- Замок Сьёра

## Фотогалерея

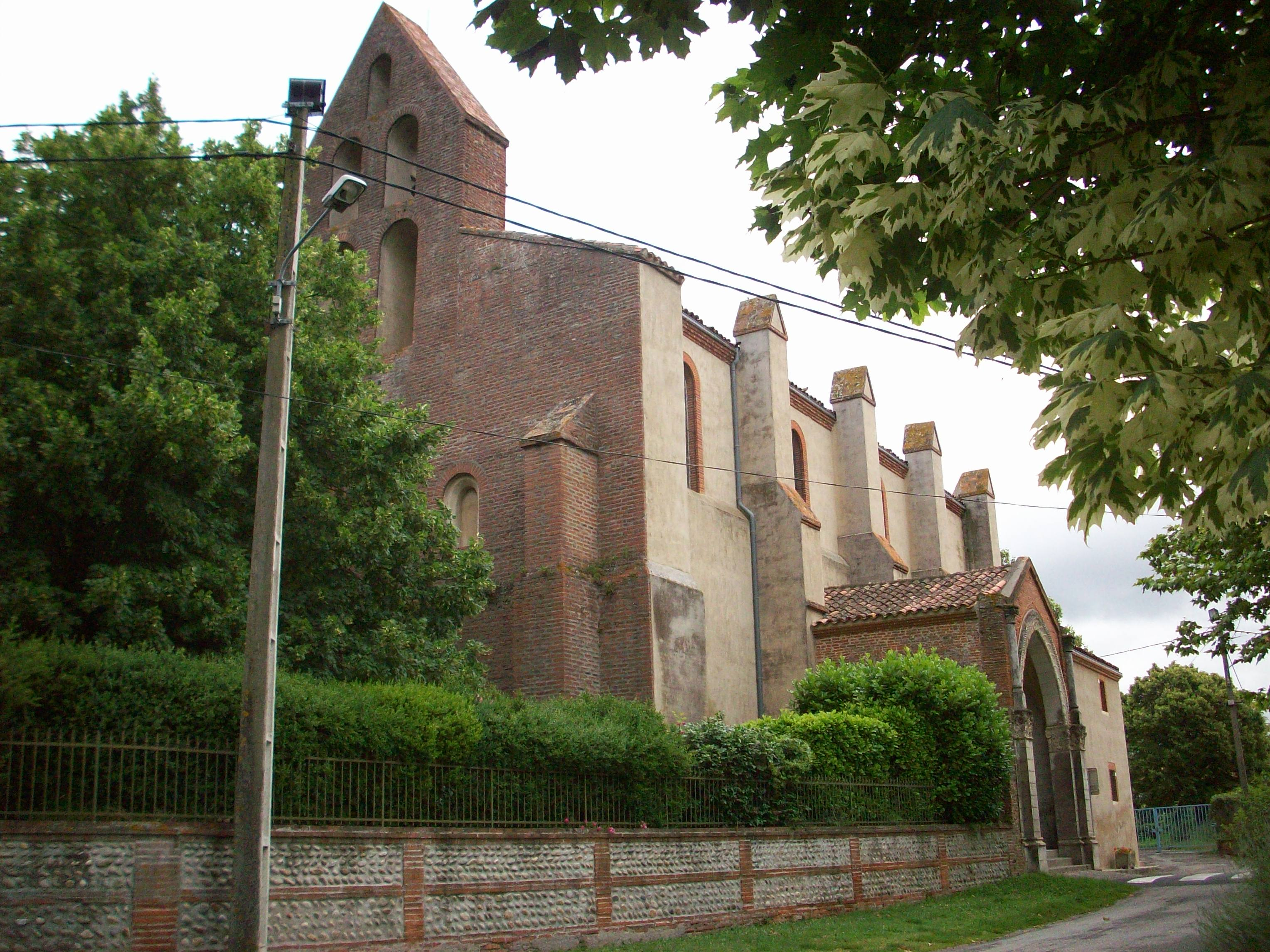
Церковь Нотр-Дам
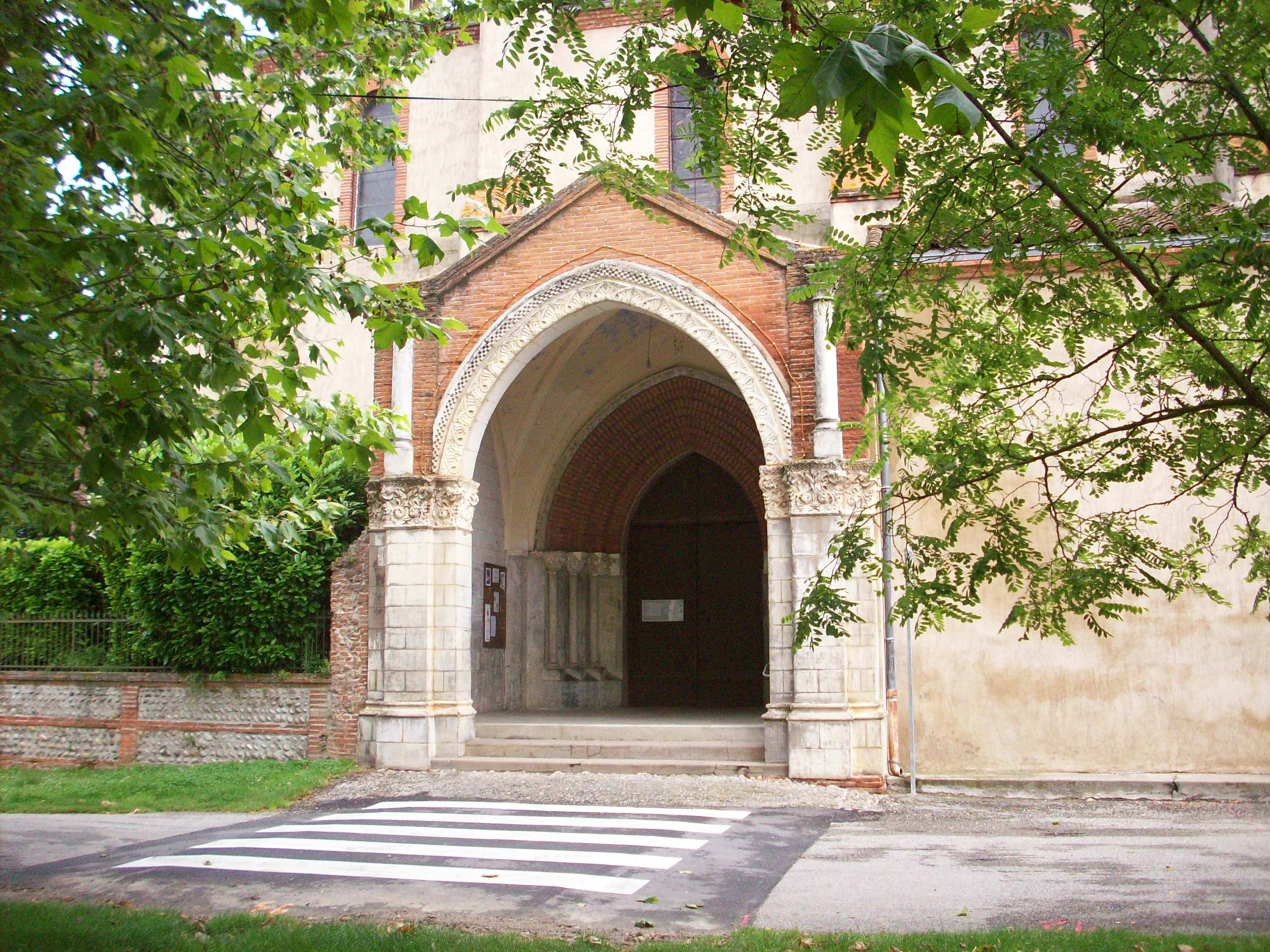
Церковь Нотр-Дам
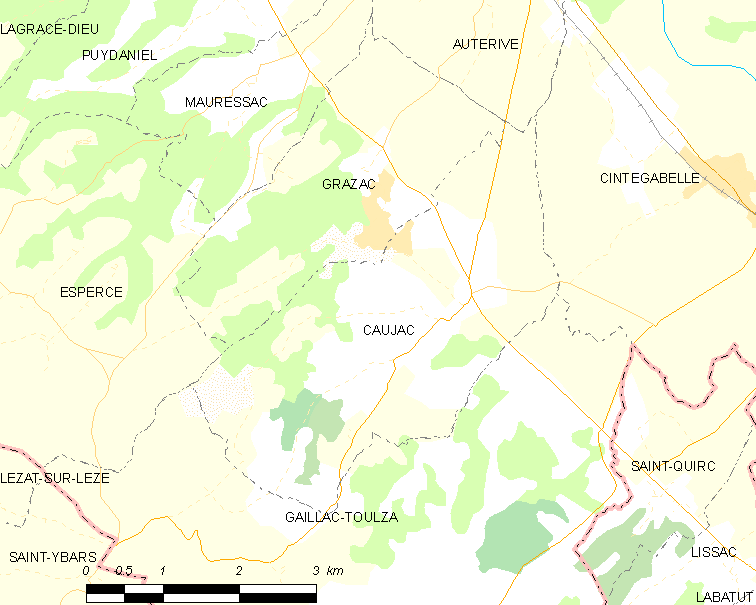
Карта коммуны